# 許儒
許儒（—330年）字思行，高陽人。东晋官员。
祖父許勛，擔任過孫吳的御史中丞。父親許延，擔任過河間相。許儒母親去世後，停棺待葬期間，正遇到有盜賊從火，許儒抱住他母親的棺材痛哭。盜賊被許儒的行為所感動，主動滅火保護了許儒的人身安全。許儒所居住的里也躲過一劫。許儒除喪後擔任郡功曹。晉元帝來到江左後任命許儒為司徒參軍。後外任為南沙都尉。咸和五年（330年）夏五月，石勒將領劉徵進攻南沙，南沙都尉許儒遇害。